# Accident d'un Mi-17 de l'armée pakistanaise
Le 8 mai 2015, un hélicoptère militaire Mil Mi-17 de l'armée pakistanaise est abattu. Les ambassadeurs de Norvège et des Philippines, les épouses des ambassadeurs de Malaisie et d'Indonésie, ainsi que les deux pilotes de l'appareil sont tués,. 
Les talibans revendiquent avoir abattu l'hélicoptère et précisent qu'ils visaient le premier ministre Nawaz Sharif, qui siégeait dans un second appareil,. Cela a été néanmoins démenti par le secrétaire aux Affaires étrangères, Ahmad Chaudhry Aizaz, et plusieurs témoins oculaires. L'armée et le bureau pakistanais des Affaires étrangères a déclaré que l'accident était dû à une défaillance technique lors de son atterrissage.